# Juri Tatsumi
Juri Tatsumi (jap. 巽 樹理, Tatsumi Juri; * 5. September 1979 in Ōsaka-Sayama) ist eine ehemalige japanische Synchronschwimmerin.

## Erfolge
Juri Tatsumi gab im Jahr 2000 in Sydney ihr olympisches Debüt und schloss den Mannschaftswettkampf mit Miho Takeda, Miya Tachibana, Ayano Egami, Raika Fujii, Yōko Isoda, Rei Jimbo, Yōko Yoneda und Yūko Yoneda, die neben Tatsumi zum Aufgebot Japans gehörten, mit 98,860 Punkten auf dem zweiten Platz ab. Die Japanerinnen mussten sich lediglich der russischen Mannschaft mit 99,146 Punkten geschlagen geben und gewannen vor den drittplatzierten Kanadierinnen mit 97,357 Punkten die Silbermedaille. Ein Jahr darauf gewann Tatsumi als Teil der japanischen Mannschaft auch bei den Weltmeisterschaften in Fukuoka die Silbermedaille. Mit 98,333 Punkten blieben sie erneut hinter den mit 99,500 Punkten erstplatzierten Russinnen zurück, setzten sich gleichzeitig aber erneut gegen die mit 97,500 Punkten drittplatzierten Kanadierinnen durch. Bis auf Tatsumi gehörte aus dem Olympiakader des Vorjahres nur Yūko Yoneda zur japanischen Équipe.
Bei den Weltmeisterschaften 2003 in Barcelona unterlagen die Japanerinnen einmal mehr in der Mannschaftskonkurrenz der russischen Mannschaft, die auf 99,500 Punkte kam, während die Japanerinnen 98,333 Punkte erreichten. Platz drei ging an die Mannschaft aus den Vereinigten Staaten mit 97,500 Punkten. Besser verlief der Wettkampf in der Kombination, in dem die Japanerinnen die Goldmedaille gewannen, womit Tatsumi sich ihren ersten und auch einzigen Weltmeistertitel sicherte. Mit 98,500 Punkten verwies die Mannschaft Japans diesmal die Russinnen, die ebenso wie die Spanierinnen 97,333 Punkte erzielten, auf Rang zwei. Bei den Olympischen Spielen 2004 in Athen trat Tatsumi erneut in der Mannschaftskonkurrenz an. Mit der japanischen Mannschaft, zu der neben Tatsumi noch Miho Takeda, Miya Tachibana, Michiyo Fujimaru, Saho Harada, Naoko Kawashima, Kanako Kitao, Emiko Suzuki und Yōko Yoneda gehörten, sicherte sie sich wie schon bei den Spielen vier Jahre zuvor hinter Russland Silber. Sie erhielten mit 98,667 Punkten genau einen Punkt weniger als die Russinnen und einen Punkt mehr als die drittplatzierten US-Amerikanerinnen. Die Spiele waren Tatsumis letzter internationaler Wettkampf.